# John Sahlberg
Johan (John) Reinhold Sahlberg, född 6 juni 1845 i Helsingfors, död där 8 maj 1920, var en finländsk entomolog. Han var son till Reinhold Ferdinand Sahlberg och far till Uunio Saalas.
Sahlberg blev student 1865, filosofie magister 1869, filosofie licentiat 1879, docent i zoologi 1871 och var extra ordinarie professor i entomologi vid Helsingfors universitet 1883–1918. 
Genom exkursioner i olika delar av Finland vidgade Sahlberg mer än någon annan finländsk forskare kännedomen om sitt hemlands insektsfauna. Han företog även flera entomologiska studieresor till ryska Karelen och Vita havet (1869), ryska Lappmarken (1870), norra Sibirien (1876), södra Sverige och Norge (1879), norra delarna av samma länder (1894), Korfu, Palestina och Transkaspien (1895–96), Tunisien och Algeriet (1898–99), Egypten, Syrien och Mindre Asien (1903–04). 
Sahlberg bearbetade det av honom hopsamlade omfattande materialet liksom en stor del av de i Helsingfors universitets entomologiska museums befintliga kollektioner. Främst intresserade han sig för skalbaggarnas och skinnbaggarnas artrika grupper, men även de flesta andra insektgrupper uppmärksammades av honom. 
Bland hans arbeten förtjänar följande särskilt omnämnas Öfversigt af Finlands och den Skandinaviska halföns Cicadariae (1871), Enumeratio Coleopterorum Fenniae I–V (1873–89), Bidrag till nordvestra Sibiriens insektfauna. I. Hemiptera. II. Coleoptera (1878–80), Enumeratio Hemipterorum Gymnoceratorum Fenniae (1881) och Catalogus Coleopterorum faunae fennicae geographicus (1900). 
Hela Sahlbergs vetenskapliga verksamhet var systematikerns och faunistens; för teoretiska spörsmål stod han fullkomligt främmande, delvis avvisande. Han lyckades intressera sina elever för systematisk-faunistiska entomologiska studier, och han utbildade många dugliga exkurrenter. Stor förtjänst nedlade han i skötseln av universitetets entomologiska samlingar.

## Utmärkelser
- Sankt Stanislausorden, tredje klass,  1901[3]

[Redigera Wikidata]